# Karlheinz Reich
Karlheinz Reich (* 26. Mai 1945) in Brenderup (Dänemark) auf der Flucht aus Ostpreußen, war Lehrer an der Grund- und Hauptschule in Eicklingen und war bis 1983 liberaler Politiker in Braunschweig. Er wohnt mit seiner Frau Karin Reich in Wathlingen.

## Leben
1963 trat Karlheinz Reich in die Braunschweiger FDP ein. Während seiner ausgedehnten Studienzeiten war er Mitglied in den Liberalen Studentenverbänden Liberaler Studentenbund Deutschlands (LSD) und im Liberaler Hochschulverband (LHV). Von 1966 bis 1967 war er Bundesgeschäftsführer des LSD.
Er war aktiv bei den Deutschen Jungdemokraten (DJD), wo er Vorstandsämter in Braunschweig und Niedersachsen innehatte.
1970 kam es beim Landesjugendtag der niedersächsischen Jungdemokraten zu politischen Auseinandersetzungen um den richtigen Weg zur Veränderung der Gesellschaft. Gegeneinander standen reformistische, als radikaldemokratisch interpretierte Ideen zu revolutionären, marxistisch-leninistisch inspirierten. Letztere obsiegten schließlich. Symbolisiert wurde das durch die Annahme eines Antrags – des Antrags 13 – mit der Kernaussage „... dann müssen wir die Diktatur der Bourgeoisie zerschlagen und eine Gesellschaftsordnung schaffen, in der alleine jene bestimmen, die den gesellschaftlichen Reichtum schaffen.“
Ein Flügel des Landesverbandes unter Führung von Karlheinz Reich war überzeugt, dass der Verband durch kommunistische Gruppen systematisch unterwandert worden sei, um an die Zuschüsse der öffentlichen Hand für die Jugendarbeit zu kommen. Reich und seine Anhänger traten deshalb aus und gründeten im Herbst 1970 in Bad Zwischenahn die Sozial Liberale Jugend Niedersachsens. Reich war sowohl von 1970 bis 1971 Landesvorsitzender dieses Verbandes als auch an der Erstellung des Grundsatzpapiers, des Braunschweiger Manifestes beteiligt. Unter seinem Vorsitz gab der Verband eine Broschüre mit dem für sich selbst sprechenden Titel Warum Spaltung der niedersächsischen Jungdemokraten? Dokumente zur Unterwanderung und Machtübernahme durch Marxistisch-Leninistische Kader heraus.
1972 fusionierten Jungdemokraten und Sozial Liberale Jugend wieder. Karlheinz Reich war vom 1. Januar 1973 bis 31. Dezember 1974 hauptamtlicher Geschäftsführer des fusionierten niedersächsischen Landesverbandes. Die Geschäftsstelle befand sich in Braunschweig.
1970 und 1974 kandidierte er für den Niedersächsischen Landtag. Im FDP-Kreisverband Braunschweig war er jahrelang Vorstandsmitglied, unter anderem stellvertretender Vorsitzender. Er war Delegierter bei Landes- und Bundesparteitagen.
1974–1978 war er Fraktionsvorsitzender in der Verbandsversammlung des Verbandes Großraum Braunschweig.
1975 heiratete er die damalige Jungdemokratin Karin Göritz, mit der er zwei Kinder hat. Seit 1979 ist er Hauptschullehrer.
1982 trat Reich aus der FDP aus, da die Parteiführung auf Bundesebene die Sozialliberale Koalition verließ und ein Bündnis mit der CDU/CSU schloss. Vorangegangen war das Konstruktive Misstrauensvotum gegen Helmut Schmidt und die Wahl Helmut Kohls zum neuen Bundeskanzler.
Reich war Gründungsmitglied der Liberalen Demokraten (LD) auf dem Gründungskongress in Bochum am 28. November 1982 und Kreisvorsitzender der LD in Braunschweig. Da diese Partei bei Wahlen die Grenze der Wahlkampfkostenerstattung nicht erreichte, trat er 1983 mit anderen Braunschweigern wieder aus, da er keine Perspektive für diese Partei sah.

## Werke
- Karlheinz Reich: Die liberalen Parteien in Deutschland 1918 bis 1933, Hrsg. von den Jungdemokraten – Landesverband Niedersachsen, Osnabrück 1979.